# Super Bomberman 2
Super Bomberman 2 (スーパーボンバーマン2?, Sūpā Bonbāman Tsū) è il secondo di cinque videogame della serie Bomberman sviluppati da Hudson Soft per il Super Nintendo. In Giappone è uscito il 28 aprile del 1994, in Nord America il 12 dicembre dello stesso anno, e in Europa il 23 febbraio del 1995. È l'unico capitolo tra i Super Bomberman a non avere una modalità storia per due giocatori.

## Modalità di gioco
Il gameplay consiste nel camminare attraverso aree simili a labirinti piene di mostri, con l'obiettivo di aprire la porta che conduce all'area successiva. Giocando come Bomberman, il giocatore può piazzare delle bombe per distruggere tutti i nemici o attivare degli interruttori, il che farà aprire la porta. Se la porta viene colpita da un'esplosione mentre è chiusa, verranno ripristinati tutti i nemici del livello. Distruggendo i blocchi deboli si possono ottenere diversi power-up, alcuni comuni, altri presenti solo in specifiche modalità. La modalità storia (Normal Game) si suddivide in 5 zone contenenti ognuno 7 livelli, di cui il settimo è la battaglia col boss. Questa si divide in due parti: nella prima vi è un confronto diretto col boss, ognuno dei quali utilizza una tipologia particolare di bombe; nella seconda, il boss guiderà un grosso robot. Una volta distrutto il robot e sconfitto completamente il boss, si avrà accesso alla zona successiva.

### Trama
Cinque cyborg malvagi, i Five Dastardly Bombers, sono intenzionati ad impadronirsi dell'Universo. Giunti sul pianeta Terra, catturano Bomberman che viene subito imprigionato nella loro base all'interno della Castle Zone, dove deve farsi strada lungo i livelli fino allo scontro col primo boss. In ordine, egli affronta:
- Magnet Bomber: boss della Castle Zone, nel confronto diretto utilizza bombe magnetiche attratte da Bomberman. Pilota un grosso robot che tira pugni a molla.
- Fire Bomber: boss della Fire Zone, nel confronto diretto utilizza bombe a massimo raggio di esplosione che lancia nell'area. Pilota un robot che lancia in aria palle di fuoco che esplodo quando cadono sul terreno.
- Pretty Bomber: boss della Amusement Park Zone, nel confronto diretto utilizza bombe che si muovono a caso. Pilota un robot a forma di sole che segue Bomberman e gli lancia addosso ammiccamenti e cuori. Se i cuori vengono distrutti, i "raggi" del sole diventano lame rotanti per alcuni istanti. È l'unico boss che una volta sconfitto non farà suonare la fanfara di vittoria.
- Brain Bomber: boss della Factory Zone, nel confronto diretto utilizza bombe a controllo remoto con raggio di esplosione ridotto. Pilota un robot dalle sembianze di Bomberman che rilascia enormi bombe la cui esplosione copre quasi un quarto dell'intera area.
- Plasma Bomber: boss della Dark Zone, nel confronto diretto utilizza bombe a lungo raggio di esplosione (più corto del massimo) che lancia nell'area. Pilota un inquietante robot che si porta rapidamente in avanti per investire Bomberman quando egli gli sta davanti e rilascia dei teschi semoventi che non possono essere distrutti con le bombe ma spariscono dopo alcuni secondi. È l'unico robot che viene distrutto a parti: perde prima la mano sinistra, poi la destra e infine la parte centrale. Una volta sconfitto, Plasma Bomber riconosce la superiorità di Bomberman e si avvicina ad esso per stringergli la mano in segno di pace.
- G Ganzu (o G Guns): una sorta di medusa fluttuante con un grosso occhio, elimina Plasma Bomber dopo la sua sconfitta e attacca Bomberman. È il vero boss finale del gioco. Non possiede attacchi a distanza, pertanto può eliminare Bomberman solo toccandolo, tuttavia rimuove le bombe sul terreno, è immune alle esplosioni e diventa sempre più veloce man mano che viene colpito. L'unico modo per sconfiggerlo è lanciargli addosso le bombe.

## Multiplayer
Nella modalità battaglia (Battle Game), si possono fronteggiare da uno a quattro giocatori in una delle dieci arene (più due segrete) costruite specificatamente per il gioco in multiplayer, ognuna con una particolarità specifica (ad esempio presenza di teletrasporti, possibilità di saltare sui blocchi, presenza di strisce infiammabili). Gli incontri possono essere giocati fino a quando resta un solo giocatore (Single Match), oppure si collabora in team (Tag Match). In questa modalità sarà possibile raccogliere i power-up comuni e alcuni specifici non presenti nella modalità Normal Game.

### G-Bomber
Acronimo di Golden Bomber, è un'opzione attivabile solo in Single Match. Il vincitore degli incontri potrà ottenere un power-up che utilizzerà negli incontri successivi, nei quali apparirà completamente dorato.

## Power-up
Sono numerosi i power-up che possono essere raccolti nel gioco. Essi si differenziano in tre categorie:

### Comuni
- Bomba: aumenta il numero di bombe che Bomberman può posizionare nell'arena (massimo 9).
- Fiamma: aumenta il raggio dell'esplosione (massimo 9 spazi).
- Pattino: aumenta la velocità di Bomberman.
- Mano: permette a Bomberman di raccogliere e lanciare le bombe. In Normal Game se le bombe lanciate colpiranno un nemico o un boss gli procureranno un danno, mentre in Battle Mode faranno disperdere alcuni power-up dell'avversario colpito.
- Calcio: permette a Bomberman di calciare le bombe e di interromperne la corsa premendo un tasto.
- Cuore: se Bomberman viene colpito, resisterà a tanti colpi quanti cuori sono stati raccolti. In Normal Game può essere trovato sotto i blocchi deboli, mentre in Battle Mode è ottenibile solo come premio alla roulette.

### SoloNormal Game
- Bomba remota: sostituirà le normali bombe a tempo con bombe a controllo remoto che potranno essere attivate dal giocatore.
- Super bomba: sostituirà le normali bombe con super bombe la cui esplosione attraverserà completamente i blocchi deboli fino all'intera lunghezza del raggio di esplosione.
- Passa-bombe: permette a Bomberman di camminare sulle bombe.
- Passa-blocchi: permette a Bomberman di camminare sui blocchi deboli.
- Mini-Bomber: aggiunge una vita extra.
- Mela: fa guadagnare 1600 punti.
- Gelato: fa guadagnare 3200 punti.

### SoloBattle Game
- Teschio: produce effetti negativi sul personaggio che lo raccoglie (velocità massima, velocità minima, impossibilità di posizionare bombe, bombe posizionate in automatico, invisibilità, posizionamento di una sola bomba con raggio dell'esplosione minimo). Se il portatore tocca un avversario, automaticamente verrà trasmesso ad esso. Se il portatore raccoglie un power-up, esso verrà rimosso ma rimarrà nell'arena.
- Bomba P: la prima bomba posizionata avrà il massimo raggio di esplosione disponibile.
- Fiamma dorata: aumenta al massimo il raggio di esplosione di tutte le bombe (equivale a raccogliere il numero massimo di power-up fiamma).
- Bomba molle: se calciata rimbalzerà avanti e indietro fino alla sua esplosione, se lanciata rimbalzerà per aria in modo casuale ed esploderà quando si poserà sul terreno.
- Geta (sandalo giapponese): ottenibile solo come premio alla roulette, riduce al minimo la velocità di Bomberman.